# Прибыли уланы...
«Прибыли уланы…»— польский телефильм 2005 года режиссёра Сильвестра Хенциньского. Трагикомедия на тему патриотизма.
Фильм-лауреат Гдыньского кинофестиваля 2006 года — приз за главную мужскую роль актёру Збигневу Замаховскому.

## Сюжет
Польша, 2005 год. На здании администрации одного из захолустных сёл меняют мемориальную доску — с «коммунистической», висящей с 1984 года, в честь Манифеста ПКНО об освобождении Красной Армией Польши от фашистов, на «партиотическую» доску в честь освобождения села от большевиков в 1920 году — в русле современного «понимания» истории. Хотя доску даже и не меняют — просто переворачивают — ради экономии новый текст выбили на обороте старой.
Намечается большое событие для села: в честь нового военного праздника — годовщины «Чуда на Висле» открывать доску приедут большие люди — маршал воеводства, епископ, местные политики, а может даже и телевидение. Администрация села хочет угодить им — чтобы их встречал житель села — ветеран той битвы, чтобы торжественно ленточку перерезал…
Только где ж взять ветерана войны 1920 года? На помощь приходит хозяин местного магазинчика Мариан, который за выдачу лицензии на продажу алкоголя готов устроить ветерана — его сыграет его тесть: немой, парализованный 95-летний старик. Хотя ему в 1920 году было лишь 10 лет, и вообще он в армии никогда не служил, ну да ничего, кто ж будет разбираться — ну метрики ж могли перепутать, короче, сойдёт за фронтовика. Нужно только ему инвалидную коляску найти поприличнее, да раздобыть старую форму.
Коляску, за пару злотых, даст местный гармонист-инвалид, ему она не нужна будет пока — он всё равно будет сидя играть на празднике, а пока с рвением к приезду высоких гостей репетирующий мелодию подходящей событию песни «Пришли уланы под окошко», хотя время от времени пальцы по привычке сами сбивается на песню «Сулико» — любимую песню Сталина, пальцы-то помнят.
Мундир уланского полка предоставляет дочь уже давно умершего действительного ветерана — но тоже не за бесплатно, не для того она реликвию столько лет рискуя прятала от злого коммунистического режима, а за обещание взять её дочь продавщицей на тёплое место — в будущий алкогольный магазин Мариана.
Только форма не подходит, маловата — нужно перешить, и это почти задаром — за поллитра — соглашается сделать бывший работник недавно закрытой швейной фабрики — ныне безработный, в общем-то, как и все жители вольного польского села, живущие на бабушкины или дедушкины пенсии.
Старика наряжают в форму, садят на кресло, и Мариан везёт его на праздник, по пути заезжая к медсестре — деду нужно сделать укол допинга как для спортсменов, чтобы был бодячком на торжестве и не ударил лицом в грязь и в телекамеру. Но медсестра — любовница Марьяна, и пока зять с любовницей в соседней комнате, нисколько не стесняясь старика, предаются любовным утехам, старик вспоминает… как 10-летним мальчишкой стал свидетелем боя, спас полковое знамя и утащил саблю. От допинга у старика просыпаются силы и он идёт в заброшенную усадьбу где находит спрятанную тогда саблю и знамя Уланского полка. В это время начинается церемония открытия мемориальной доски, Марьян с родственниками впопыхах разыскивают старика и тащат его на место торжеств, но его сердце не выдерживает вколотого допинга и он — ряженый в мундир своих героев, чьё знамя спас и хранил, брошенный всеми умирает — в десятках метров от места праздника во вроде бы его честь, где почётный караул, играет военный оркестр и маршал воеводства, священник и политики толкают с трибуны высокие речи о патриотизме.

## В ролях
- Збигнев Замаховский — Мариан
- Кристина Фельдман — Яникова
- Кинга Прайс — Ядзька, жена Мариана
- Стефан Бурчик — отец Ядзьки, тесть Мариана, «ветеран Чуда на Висле»
- Павел Парчевский — Марек, сын Ядзьки и Мариана
- Анджей Заборский — Стахо, глава администрации села
- Йоанна Куровская — Ирена, медсестра, любовница Мариана
- Ева Констанция Булхак — Ханка, хозяйка магазина
- Артур Барцись — Роман, гармонист
- Влодзимеж Дыла — Богдан, портной
- Юзеф Мика — маршал воеводства
- Станислав Михальский — полковник
- Станислав Брудны — епископ
- Игорь Савин — ксёндз

## О фильме
Это первый фильм режиссёра за 14 лет молчания после 1991 года:

Я не снимал фильмы, потому что я не хотел опускаться ниже определенного уровня. Я не хотел разочаровывать ожидания зрителей.
 Я увидел в этом материале ответ на мои вопросы и сомнения относительно отношения человека к прошлому.— режиссёр фильма Сильвестр Хенциньский
Фильм снят по сценарию писателя Гжегожа Стефаньского.
Название фильма — первые слова песни «Прибыли уланы под окошко» («Przybyli ułani pod okienko») — популярной польской песни времён Первой мировой войны на стихи Феликса Гвижджича.

## Критика
Смешная картина из жизни бедного провинциального городка, запись комических перипетий людей бедных, нерадивых, с величайшим трудом сводящих концы с концами, не приспособленных к новым временам, но кропотливо пытающихся удержаться на плаву. Комичный до времени. Дробовик, висящий на стене в первом акте театрального искусства, наверняка сгорит в финале. Уланский мундир — память о годах кровавой войны — предвещает драматический финал.
Оригинальный текст (пол.)Zabawny obrazek z życia biednej prowincjonalnej mieściny, zapis komicznych perypetii ludzi biednych, niezaradnych, z największym trudem wiążących koniec z końcem, nieprzystosowanych do nowych czasów, ale mozolnie próbujących utrzymać się na powierzchni. Komiczny do czasu. Strzelba wisząca na ścianie w pierwszym akcie sztuki teatralnej na pewno wypali w finale. Ułański mundur - pamiątka lat krwawej wojny - zwiastuje dramatyczny finał. 
— Culture.pl

Хорошее кино. Настоящие современные герои, обычные проблемы, дилеммы, неудачи. Режиссер относится к своим героям с чувствительностью, известной из чешского кино новой волны. Мы наблюдаем за поведением обычных персонажей, которые по разным причинам распродают свои традиции и ценности, чтобы в финале раскрыть печальную правду о себе.
Оригинальный текст (пол.)Nowy film Chęcińskiego to dobre kino. Prawdziwi współcześni bohaterowie, zwyczajne problemy, dylematy, porażki. Reżyser traktuje swoich bohaterów z wrażliwością znaną z kina czeskiej nowej fali. Oglądamy zachowania pospolitych charakterów, które z różnych powodów wyprzedają własną tradycję i wartości, by w finale odkryć smutną prawdę o nas samych.
— Filmpolski.pl